# Venus Awards 2019
Die Venus Awards 2019 fanden am 17. Oktober 2019 im Hotel Ellington in Berlin statt. Als Veranstaltungsort diente wie im Vorjahr das Ellington-Hotel im Ortsteil Schöneberg.

## Preisträger
- Bestes VOD Angebot: Erotic-Lounge.com
- Bester deutschsprachiger Film: „Höhenrausch“
- Beste Amateurcommunity: MyDirtyHobby
- Best Cam Site: Bongacams
- Innovativstes Produkt 2019: Silk'n
- Best VR Actress: Eveline Dellai
- Best Camgirl: Tamara Milano
- Bester Darsteller: Marcello Bravo
- Beste MILF: Texas Patti
- Newcomer Shootingstar 2019: Fiona Fuchs
- Bestes Amateurgirl: Hanna Secret
- Beste Serie: German Scout
- Beste Darstellerin Europa: Julia de Lucia
- Beste Darstellerin International: Little Caprice
- Kreativster Venus Reporter: Aaron Troschke
- Best Erotic Product: Erotische-Hypnose.com
- Best Erotic Flavour: Bang Juice
- Best Newcomer Marketing and Management Agentur: Pornagent
- Lifetime Award: Captain John